# Notre-Dame-des-Neiges (Cilaos)

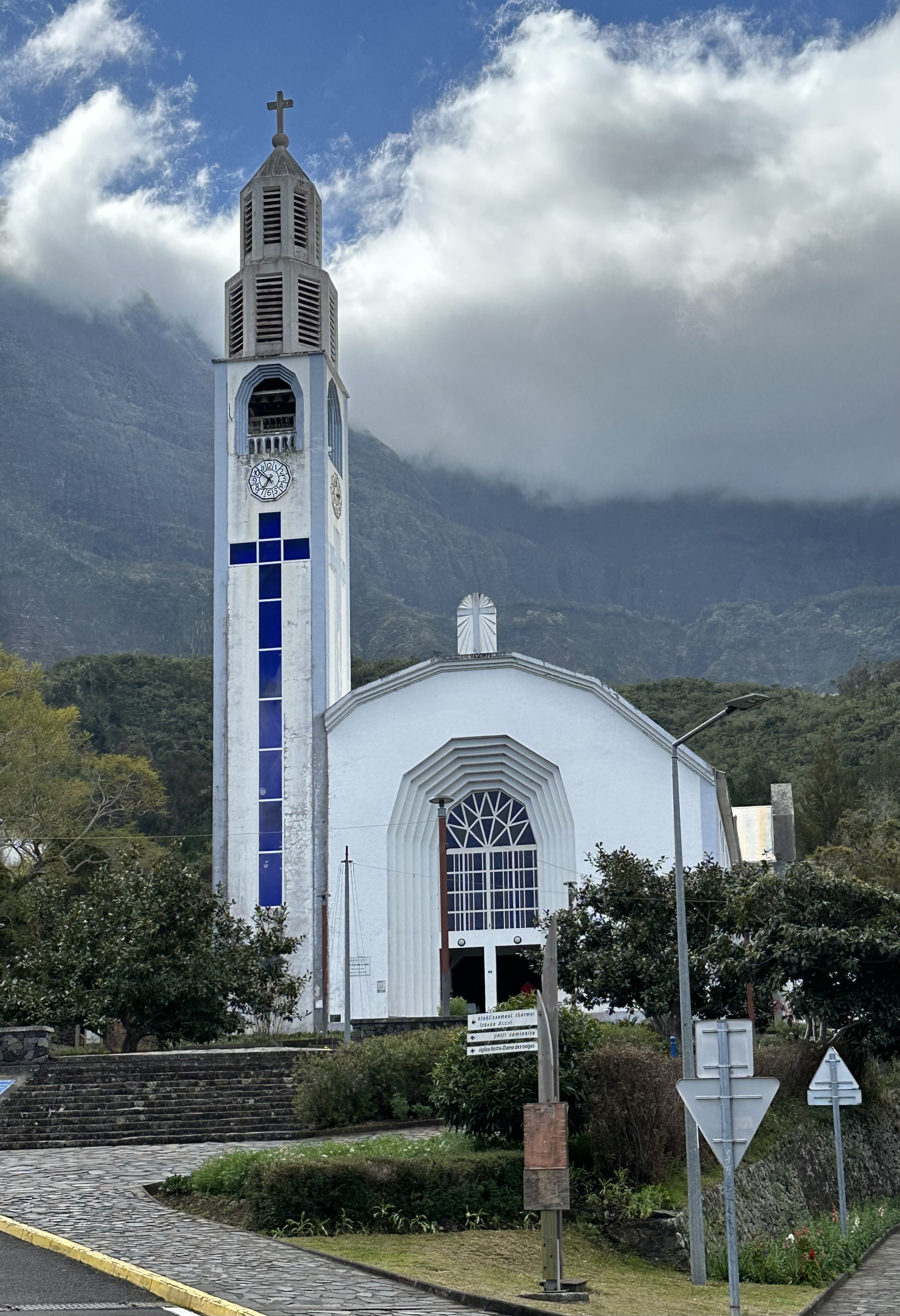
Notre-Dame-de-, 2024

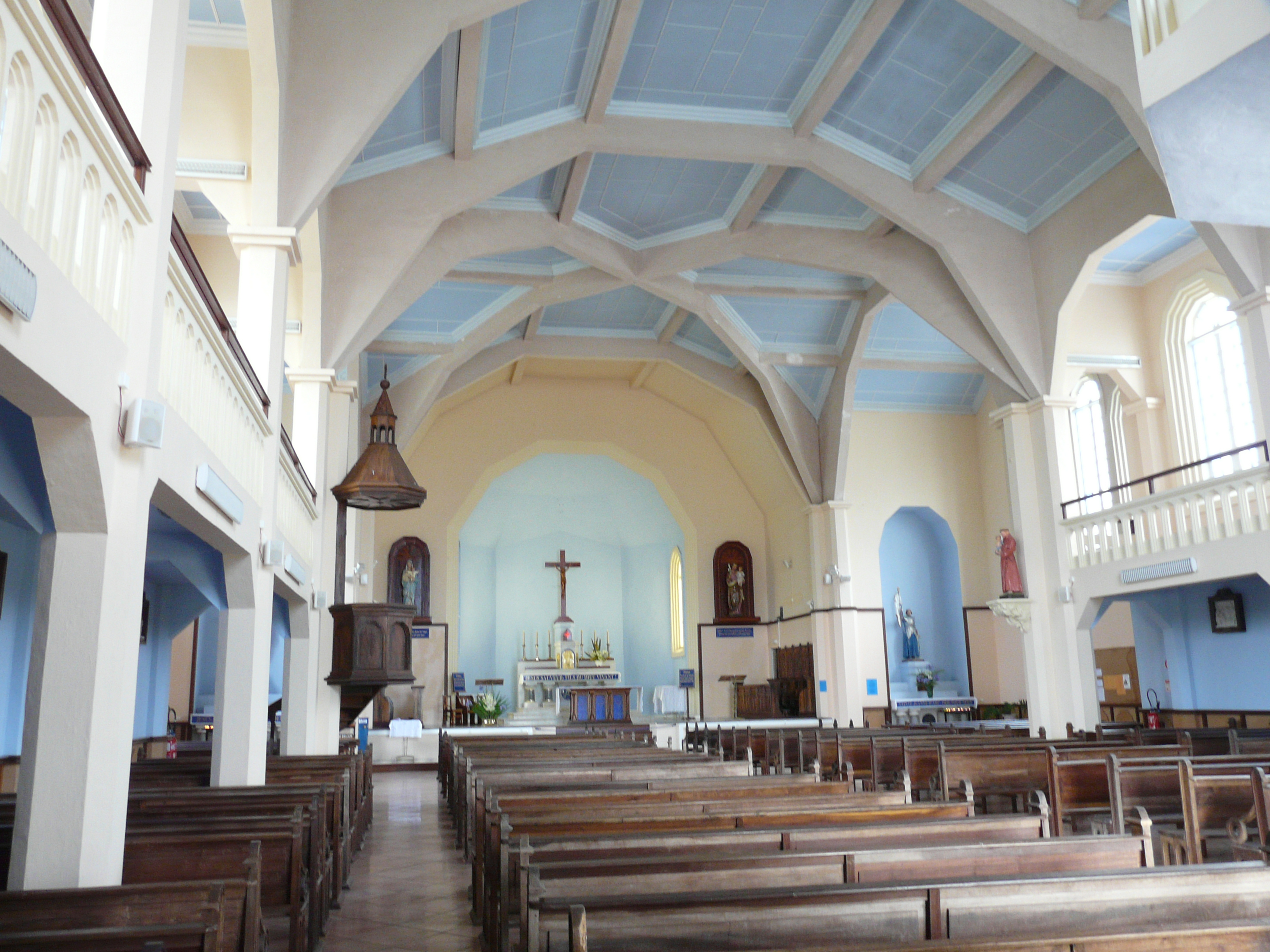
Kircheninneres, 2009

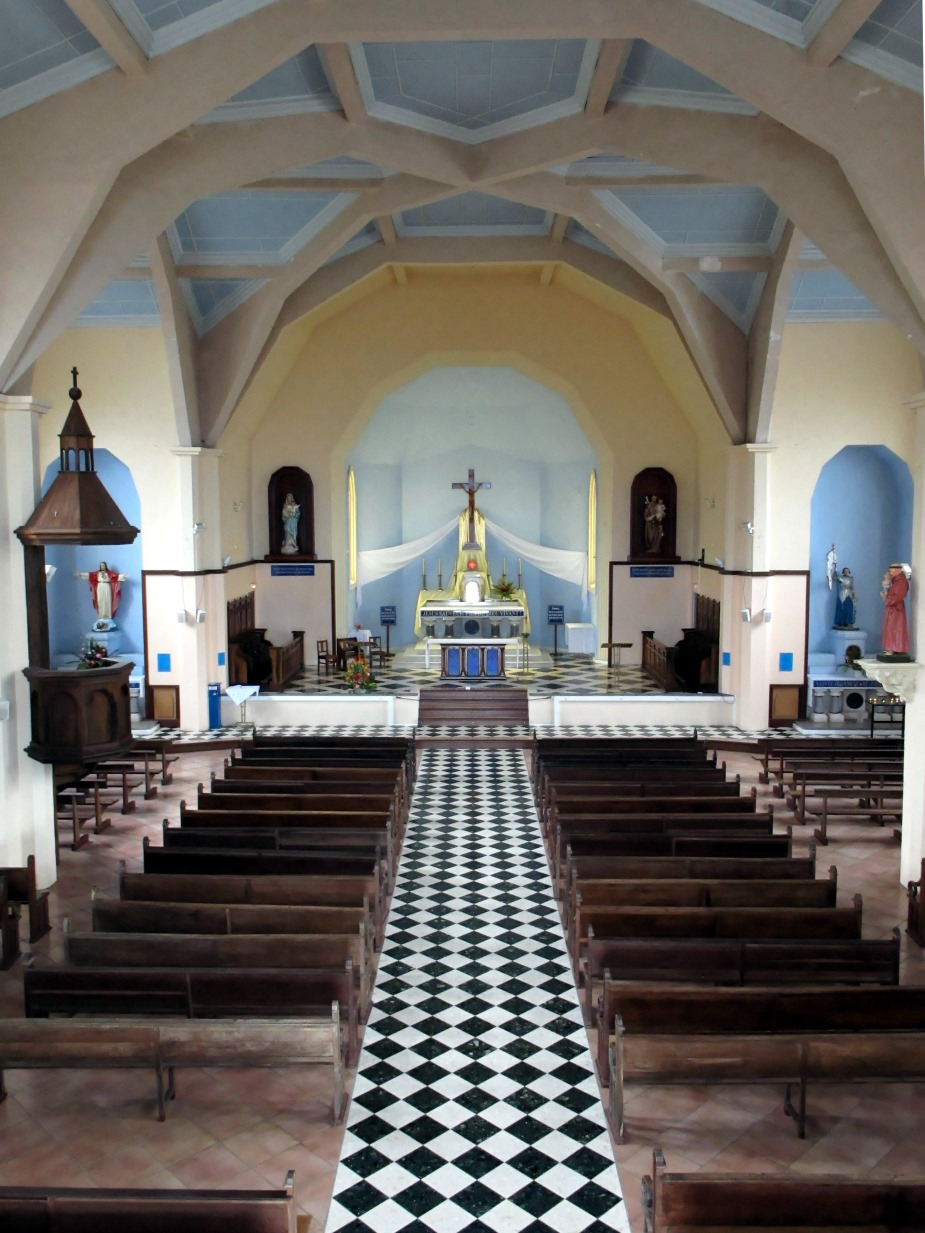
Kirchenschiff, 2010

Notre-Dame-des-Neiges ist eine denkmalgeschützte römisch-katholische Kirche in Cilaos auf der im Indischen Ozean gelegenen französischen Insel Réunion. Sie gehört zum Bistum Saint-Denis-de-La Réunion.

## Lage
Die Kirche befindet sich am nördlichen Rand von Cilaos, westlich der Rue des Sources.

## Geschichte
Nach der Gründung der Pfarrei am 25. Februar 1858 durch Verordnung Armand René Maupoint entstand auf den Höhen von Cilaos eine erste Holzkirche, die bereits Notre-Dame-des-Neiges hieß. Notre-Dame-des-Neiges bedeutet im Deutschen Unsere Liebe Frau vom Schnee, dabei verweist der Name jedoch auch auf den nahe gelegenen Berg Piton des Neiges. 1900 wurde das bis dahin mit Schindeln gedeckte Dach durch eine Blechabdeckung ersetzt, da es wiederholt bei Wirbelstürmen zu Zerstörungen kam. Anfang des 19. Jahrhunderts erfolgte ein Umbau und eine Erweiterung der Kirche. Von 1937 bis 1940 wurde der Bau durch die heutige Kirche im Stil des Art déco in Form einer Basilika ersetzt. Am Bau war maßgeblich der Gemeindeingenieur von Saint-Louis, Francis Huet, beteiligt, der 1936 den Bau aus Beton vorschlug und die Pläne ausarbeitete. Das Vorhaben war 1937 von Bischof François Cléret de Langavant bewilligt worden und wurde vor Ort von Pfarrer Paul Boiteau, Pfarrer von Cilaos von 1933 bis 1947, vorangetrieben. Der Betonbau wurde durch das Unternehmen Raoul Caro durchgeführt. Es entstanden Bögen aus Beton, die im Inneren der Kirche auch sichtbar sind. Auch die Decke des Schiffs wird durch Bögen gebildet. Die Finanzierung erfolgte durch die Mitglieder der Gemeinde.
Das in Nordost-Südwest-Richtung ausgerichtete Kirchenschiff hat auf seiner Südseite einen repräsentativen Giebel. Auch das Querschiff ist mit Giebeln versehen. An der Südwestecke erhebt sich ein Turm mit quadratischem Grundriss, auf dem sich ein achteckiges Glockengeschoss befindet. Im Turm befindet sich ein am 7. April 1996 eingeweihtes Glockenspiel aus 48 Glocken. Am Turm befinden sich aus blauem Glas gebildete große Kreuze, die Nachts leuchten.
Im Inneren besteht eine Galerie, die von einer Betonbalustrade umgeben ist. Auch die Kircheneinrichtung aus Kanzel, Bänken und Stühlen ist im Art déco gestaltet und wurde bis 1942 vom Tischler Irénée Accot geschaffen, der auch Bürgermeister von Cilaos. Sie wurde unter anderem aus Oliven- und Tamarindenholz gefertigt. Die Holzvertäfelungen stammen von Tischlern aus La Rivière. Der Hauptaltar selbst besteht jedoch aus Beton und wurde mit Marmor und einem Mosaik verkleidet. Er wurde von einem Spender aus Mauritius finanziert. Es bestehen hohe Seitenfenster.